# بلزيث (كورنوال)
بلزيث (بالإنجليزية: Polzeath)‏ هي قرية تقع في المملكة المتحدة في كورنوال. يقدر عدد سكانها بـ 1,449 نسمة .